# (37399) 2001 XO61
2001 XO61 (asteroide 37399) é um asteroide da cintura principal. Possui uma excentricidade de 0.20748110 e uma inclinação de 2.71070º.
Este asteroide foi descoberto no dia 10 de dezembro de 2001 por LINEAR em Socorro.